# Gott mit uns

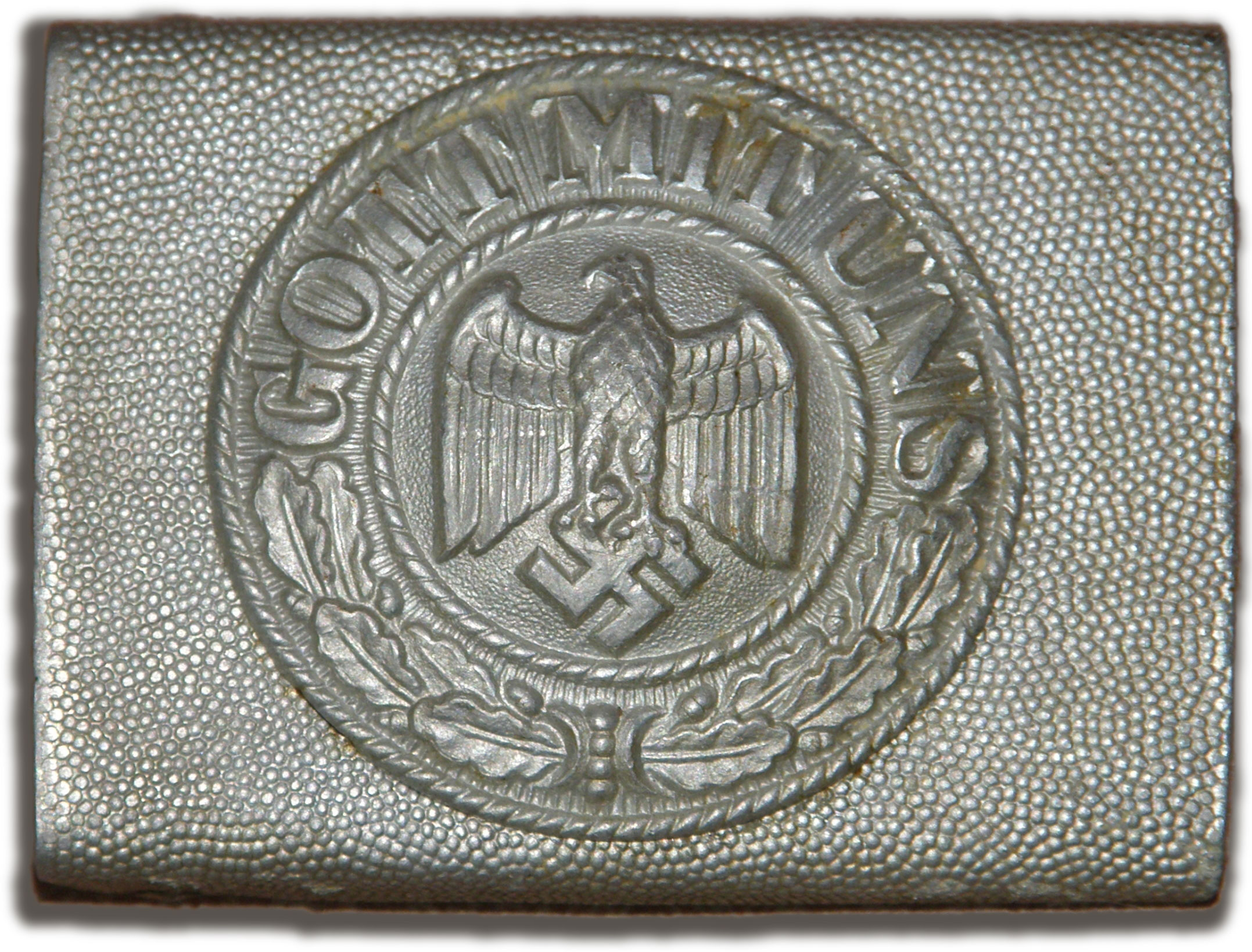
Một đai Prussian của một binh lính Đức trong Chiến Tranh Thế Giới Thứ II

Gott mit uns ("CHÚA VỚI CHÚNG TA") là một cụm từ thường được sử dụng trong chiến dịch truyền giáo của Phổ (từ năm 1701) và sau đó là do quân đội Đức trải qua các thời kỳ trải dài Đế quốc Đức (1871-1918), Đệ Tam Đế Chế (1933-1945), và những năm đầu của Tây Đức (1949 đến năm 1962).